# Owen Wingrave
Owen Wingrave, Op. 85, è un'opera in due atti con musica scritta nel 1970 da Benjamin Britten su libretto di Myfanwy Piper, da un racconto di Henry James. Fu scritta in origine per spettacoli televisivi.

## Storia
Britten era a conoscenza della storia sin dal suo lavoro con la Piper, nella sua precedente opera sul modello di un'opera di James, Il giro di vite nel 1954. La BBC gli commissionò un'opera per la televisione nel 1966 e, nel 1968, lui e la Piper iniziarono a lavorare sul libretto. I lavori furono completati nell'agosto 1970.
L'anteprima fu registrata nell'auditorium di Snape Maltings nel novembre 1970 e trasmessa per la prima volta su BBC 2 il 16 maggio 1971. La musica è influenzata dall'interesse di Britten per le tecniche serialiste della dodecafonia. Un'ampia sezione di percussioni sintonizzate anticipa il trattamento musicale della sua successiva, e ultima, opera Death in Venice. Oltre a essere un'espressione del suo pacifismo, è stato suggerito che Britten avrebbe detto che quest'opera era in parte una risposta alla Guerra del Vietnam.
Curiosamente Britten non aveva mai posseduto una televisione in quel periodo. Si diceva che odiasse la televisione e non aveva mai avuto un apparecchio. Questo non è del tutto vero. Forse non avrebbe mai acquistato un impianto personalmente, ma gliene regalò uno la Decca per il suo 60º compleanno, nel novembre 1973.

## Storia dell'esecuzione
Britten in origine aveva concepito il lavoro sia per la televisione che per il palcoscenico, anche se dopo la prima sul palcoscenico il 10 maggio 1973 al Royal Opera House, Covent Garden, raramente è stato visto su entrambi i mezzi. La prima americana dell'opera avvenne alla Santa Fe Opera nel 1974, con Colin Graham direttore di produzione.
Fu tuttavia vista a Glyndebourne nel 1997, dopo le esibizioni della Glyndebourne Touring Opera nel 1995. Una nuova produzione del Royal Opera fu inaugurata nell'aprile 2007 al Linbury Studio Theatre, con un'orchestrazione ridotta di David Matthews. Fu eseguita nel maggio 2009 al Chicago Opera Theater e alla Wiener Kammeroper di Vienna diretta da Nicola Raab con il baritono inglese Andrew Ashwin nel ruolo principale. Una nuova produzione è stata presentata nel gennaio 2010 dall'Oper Frankfurt, con la regia di Walter Sutcliffe. Opera Trionfo (Paesi Bassi) ha presentato l'opera nel 2013, regista Floris Visser e diretta da Ed Spanjaard e una ripresa programmata nel 2014. Visser ha anche diretto l'opera al Theater Osnabrück (Germania) in prima assoluta il 16 gennaio 2016 sotto la direzione di Daniel Inbal.

## Ruoli
| Ruolo                        | Registro vocale    | Cast della prima, 16 maggio 1971 (Direttore: Benjamin Britten) |
| ---------------------------- | ------------------ | -------------------------------------------------------------- |
| Owen Wingrave                | Baritono           | Benjamin Luxon                                                 |
| Spencer Coyle                | Basso-baritono     | John Shirley-Quirk                                             |
| Lechmere                     | Tenore             | Nigel Douglas                                                  |
| Miss Wingrave                | Soprano drammatico | Sylvia Fisher                                                  |
| Mrs Coyle                    | Soprano            | Heather Harper                                                 |
| Mrs Julian                   | Soprano            | Jennifer Vyvyan                                                |
| Kate Julian                  | Mezzosoprano       | Janet Baker                                                    |
| Generale Sir Philip Wingrave | Tenore             | Peter Pears                                                    |
| Narratore                    | Tenore             | Peter Pears                                                    |
| Coro                         |                    |                                                                |

## Trama
EpocaTardo XIX secolo
LuogoLondra

### Atto 1
Preludio
Rappresentazione dei ritratti della famiglia Wingrave a Paramore, la casa ancestrale dei Wingrave.
Scena 1
Al "centro di addestramento" militare di Coyle a Bayswater, Coyle sta istruendo Owen Wingrave e Lechmere sulla guerra ed il comando in battaglia. Owen parla a Coyle del suo disprezzo per la guerra e che è contrario alla storia familiare dei Wingraves come soldati. Coyle risponde che Owen deve cambiare il suo atteggiamento e lo avverte che la sua famiglia disapproverà. Owen resta della sua idea. Rimasto solo Coyle si chiede come darà questa notizia alla famiglia di Owen.
Scena 2
La scena si interseca tra Hyde Park e la residenza londinese di Miss Wingrave. A Hyde Park Owen pensa di essere forte, non debole, nella sua posizione di disprezzo per la guerra. A casa di Miss Wingrave, lei e Coyle discutono di Owen. La signorina Wingrave afferma che Owen cambierà idea una volta tornato dalla sua famiglia a Paramore.
Scena 3
Di ritorno allo stabilimento di Coyle, Lechmere, Coyle e la signora Coyle parlano di quelle che ritengono essere le "strane idee" di Owen sui soldati e la guerra. Lechmere dice che aiuterà a "persuaderlo". Owen lo sente e sottolinea che non sarà persuaso. Coyle dice a Owen che tornerà ai Paramore. Owen ricorda l'amore per la guerra di suo nonno, la morte di suo padre in battaglia e la morte di sua madre con un fratello nato morto.
Scena 4
At Paramore, Mrs Julian, her daughter Kate and Miss Wingrave await Owen's arrival, themselves distressed by the news of Owen, and determined to bring him back into the Wingrave traditions.  They leave the ancestral hall where the portraits of the Wingrave ancestors hang, so that Owen arrives to no greeting from his family or loved ones, but only from the portraits.  One by one, Mrs Julian, Kate and Miss Wingrave enter the hall and denounce Owen.  Owen tries to respond, but finds no support.  He then goes to meet his grandfather, Sir Philip.
Scena 5
Nel corso di una settimana, Sir Philip, Kate, Miss Wingrave e Mrs Julian esprimono continuamente il loro disprezzo per Owen. La signora Julian alla fine dice a Owen che "non è degno dei Paramore".
Scena 6
I Coyle sono arrivati a Paramore. La signora Coyle è scioccata dal trattamento riservato a Owen dalla sua stessa famiglia. Lo stesso Coyle confessa il suo disagio e accenna ai fantasmi della casa, agli antenati dei Wingrave del passato. Owen saluta calorosamente i Coyles, con la presenza anche di Lechmere. Quando Coyle fa notare che Owen si è creato questo problema, Owen risponde che Coyle gli ha insegnato a "usare la mia mente" ed a capire la guerra "troppo bene". Coyle rivela che non è andato a trovarlo dietro una chiamata amichevole, ma piuttosto per cercare di convincere Owen a rinunciare al suo nuovo modo di pensare. Coyle osserva ironicamente che Owen è "un combattente", nonostante il suo nuovo pacifismo.
Scena 7
L'intera famiglia Wingrave, con i Coyles e Lechmere, è a cena. Sir Philip e Miss Wingrave esigono da Owen obbedienza alla tradizione di famiglia. La signora Coyle è la più comprensiva nei confronti di Owen degli altri personaggi e afferma che Owen ha degli "scrupoli". I Wingraves, Kate e la signora Julian mettono in ridicolo gli "scrupoli" di Owen. Alla fine della scena, Owen afferma con rabbia che avrebbe reso la guerra un crimine.

### Atto 2
Prologo
Un cantastorie canta un episodio familiare passato quando uno dei ragazzi Wingrave non si era battuto con un altro ragazzo quando era stato sfidato. Il padre portò suo figlio in una stanza, lo colpì e uccise. Più tardi il padre era stato trovato morto nella stessa stanza, "senza una ferita".
Scena 1
Owen e Coyle sono nella sala degli antenati a Paramore, ricordando questa storia e camminando nella stessa stanza in cui si erano verificate le due morti. Kate non riesce ancora ad accettare le affermazioni di Owen. Sir Philip richiede un incontro privato con Owen. Coyle nota la somiglianza tra Sir Philip e il vecchio della storia e tra Owen e il ragazzo. Owen emerge dall'incontro con Sir Philip affermando di essere stato diseredato. La signora Julian piange a questa notizia e rivela che aveva sperato che Kate e Owen si sarebbero sposati per poter preservare il loro status sociale. Lechmere quindi interviene per offrirsi a Kate. Kate lo incoraggia momentaneamente e chiede a Lechmere se per lei potrebbe dormire nella "stanza infestata dai fantasmi". Lechmere dice che l'avrebbe fatto. Owen fa un cenno per accendere le candele delle signore, ma Miss Wingrave lo snobba deliberatamente e si rivolge a Lechmere per questo compito.
Rimasto solo dopo che Coyle ha dato la buonanotte, Owen parla da solo nella sala degli antenati, dicendo a se stesso di aver trovato la sua forza nella pace piuttosto che nella guerra. Kate torna nella sala, inizialmente ignara della presenza di Owen. Cantano un duetto della loro vita precedente. L'angoscia di Kate per il pensiero pacifista di Owen riemerge. Quando menziona Lechmere, Owen la rimprovera per il suo flirt con lui. Kate risponde che Owen è un codardo, il che fa sì che la rabbia di Owen diventi più forte. Lui risponde che non è un codardo e lei chiede prove. Dopo che lui le chiede quale prova vuole, lei gli chiede di dormire nella "stanza stregata". Owen inizialmente rifiuta, ma dopo un'ultima osservazione provocatoria da parte di Kate, Owen è d'accordo e dice anche che può chiuderlo a chiave nella stanza.
Scena 2
La scena inizia nella camera da letto dei Coyle, dove la signora Coyle riflette sul comportamento civettuolo di Lechmere e sulla caparbietà di Kate. Coyle nota che all'inizio della serata, Owen sembrava "rassegnato" e "in pace".
Più tardi, Lechmere, incapace di dormire, fa visita a Coyle. Dice a Coyle di aver sentito la provocazione di Kate nei confronti di Owen di dormire nella "stanza stregata". La signora Coyle esprime preoccupazione per la sicurezza di Owen, ma Coyle trova una cupa soddisfazione nel fatto che questo atto dimostrerà che la famiglia Wingrave si sbaglia su Owen. Proprio mentre Coyle sta per controllare Owen, Kate piange dall'esterno della "stanza infestata". I Coyles e Lechmere si precipitano da lei, raggiunti presto dalla signora Julian e dalla signorina Wingrave. Kate ora si rammarica della sua sfida a Owen, ma è troppo tardi: quando Sir Philip appare e apre la porta della stanza, vedono Owen morto, disteso sul pavimento.
L'opera si chiude con il cantastorie che intona la fermezza del ragazzo Wingrave contro il suo avversario.

## Incisioni
- 1971: La registrazione originale dell'opera è quella della Decca con lo stesso cast, coro e orchestra della prima esecuzione.[19]
- 2005: La registrazione in DVD di una nuova produzione televisiva su Kultur, con l'ambientazione aggiornata agli anni '50 al tempo della crisi di Suez. Gli appartenenti al cast sono i seguenti: Gerald Finley (Owen Wingrave), Charlotte Hellekant (Kate), Peter Savidge (Coyle), Hilton Marlton (Lechmere), Josephine Barstow (Miss Wingrave), Anne Dawson (Mrs Coyle), Elizabeth Gale (Mrs Julian), Martyn Hill (General Sir Philip Wingrave); Deutsches Symphonie-Orchester Berlin; Kent Nagano, direttore; Margaret Williams, regista.
- 2008: Chandos CHAN 10473(2); Peter Coleman-Wright (Owen Wingrave), Pamela Helen Stephen (Kate), Alan Opie (Coyle), James Gilchrist (Lechmere), Elizabeth Connell (Miss Wingrave), Janice Watson (Mrs Coyle), Sarah Fox (Mrs Julian), Robin Leggate (General Sir Philip Wingrave and Narrator); Tiffin Boys Choir; City of London Sinfonia; Richard Hickox, conductor.[20]

Sorgente: Recordings of Owen Wingrave on operadis-opera-discography.org.uk